# Jeff Daniels
Jeff Daniels (Athens (Geòrgia, Estats Units, 19 de febrer de 1955) és un actor, director de cinema i guionista estatunidenc.
En principi actor apassionat pel teatre, Jeff Daniels ha actuat en films de gèneres variats durant una trentena d'anys. Alternant l'ombra i la llum, ha sabut diversificar el seu joc amb comèdies (filosòfica com La rosa porpra del Caire o infantils com Dos ximples molt ximples i la seva continuació), films de ciència-ficció/de terror (Aracnofòabia, Pleasantville, Looper), d'acció (Speed) o films independents (Una història de Brooklyn). Ha rebut moltes nominacions a les més prestigioses cerimònies com les dels Premis Globus d'Or al cinema o a la televisió. D'altra banda, durant tres temporades, interpreta el paper principal del periodista cínic Will McAvoy a la sèrie HBO The Newsroom, paper pel qual va ser premiat amb un Primetime Emmy al millor actor en sèrie dramàtica.
Paral·lelament a la seva carrera d'actor, Daniels funda l'any 1991 la seva tropa de teatre, la Purple Rose Theatre Company, i, als anys 2000, creat la seva societat de producció Purple Rose films per tirar endavant films independents en els quals va fer el guió i la posada en escena.

## Biografia

### Carrera teatral
Mentre Jeff Daniels estudia literatura anglesa a la Central Michigan University per ser professor, és fitxat pel director del Circle Repertory Theater de Nova York Marshall Mason que li proposa actuar a la peça Estiu i fum segons Tennessee Williams. L'any 1976, seduït per l'experiència, entra oficialment a la tropa. Actuarà amb ells a Brontosaurus i Minnesota Moon de Landford Wilson, sense oblidar My Life de Corinne Jacker, on dona la rèplica a Christopher Reeve i William Hurt. A més, atreu l'atenció del públic per la seva interpretació a Fifth of July, èxit de la crítica que farà que resti en cartell durant tres anys.
L'any 1991, funda la seva pròpia tropa de teatre la Purple Rosa Theatre Company, que en deu anys es va forjat una reputació nacional. Correspon a una organització professional sense ànim de lucre. Reagrupa actors, escenògrafs, autors dramàtics i decoradors de l'Oest Mitjà.
Jeff Daniels també treballa de tant en tant a Broadway, sobretot a la peça de Yasmina Reza, Le Dieu du carnage l'any 2009. Obté per a aquest paper una nominació als premis Tony, l'equivalent dels Oscars a la indústria teatral.

### Carrera cinematogràfica i televisiva

#### Anys 1980: començament i primers èxits
L'any 1981, Jeff Daniels interpreta el seu primer paper al cinema a Ragtime de Miloš Forman. Però, dos anys més tard, es dona a conèixer al gran públic gràcies a la seva actuació a La força de la tendresa signat per James L. Brooks, al costat de Shirley MacLaine, Debra Winger, Jack Nicholson, Danny DeVito i John Lithgow. L'any 1985, esclata a la pantalla a La rosa porpra del Caire de Woody Allen on dona vida a dos éssers: el personatge cinematogràfic Tom Baxter que desitja sortir del seu univers de ficció en favor de la realitat i l'actor Gil Shepherd interpretant el precedent. Per la duplicació de papers, Daniels rep una nominació als Premis Globus d'Or. Retrobarà Woody Allen a Dies de ràdio l'any 1987. Un any abans, té ocasió d'actuar amb Meryl Streep i de nou Jack Nicholson al drama Heartburn posats en escena per Mike Nichols.

#### Anys 1990: diversificació i segons papers
Al començament dels anys 1990, fa una incursió al cinema de terror amb Aracnofòbia. A part del premi al millor film als Premis Saturn, Daniels aconsegueix el del millor actor per al seu paper del doctor Ross Jennings.
En aquest decenni, té un molt bon any 1994: fa com el company cretí de Jim Carrey a Dos ximples molt ximples dels germans Farrelly (1994) convertida en pel·lícula de culte, a continuació interpreta l'inspector Harold « Harry » Temple, millor amic de l'heroi Jeff Traven encarnat per Keanu Reeves al film d'acció Speed.
Continua diversificant-se el 1996, el film 101 Dalmatians de Walt Disney Pictures al costat de Glenn Close, després la comèdia dramàtica aclamada per la critica Pleasantville.

#### Anys 2000: pas a darrere la càmera i gir dramàtic
Als anys 2000, Jeff Daniels canvia d'ofici i es dedica a l'escriptura així com a la realització dels films Escanaba in da moonlight i Super Sucker produïdes via la seva nova productora Purple Rosa films. El primer film informarà 2,3 milions al box-office mentre que el segon serà seleccionat en diversos festivals.
Tanmateix, no abandona la seva carrera d'actor imposant-se en un registre dramàtic: l'any 2002 amb el melodrama Les hores, a continuació l'any 2003 amb el thriller signat per Clint Eastwood, Deute de sang; finalment, dos anys més tard, amb el segon film de George Clooney, Bona nit i bona sort, i la comèdia dramàtica independent Una història de Brooklyn, que li suposa una nova nominació als Globus d'Or.
El 2009 és també un bon any, sent al cartell del drama independent Away We Go, realitzat per Sam Mendes, a continuació evoluciona al thriller polític L'ombra del poder. Un paper que prefigura la continuació de la seva carrera.

#### Anys 2010: retorn al primer pla

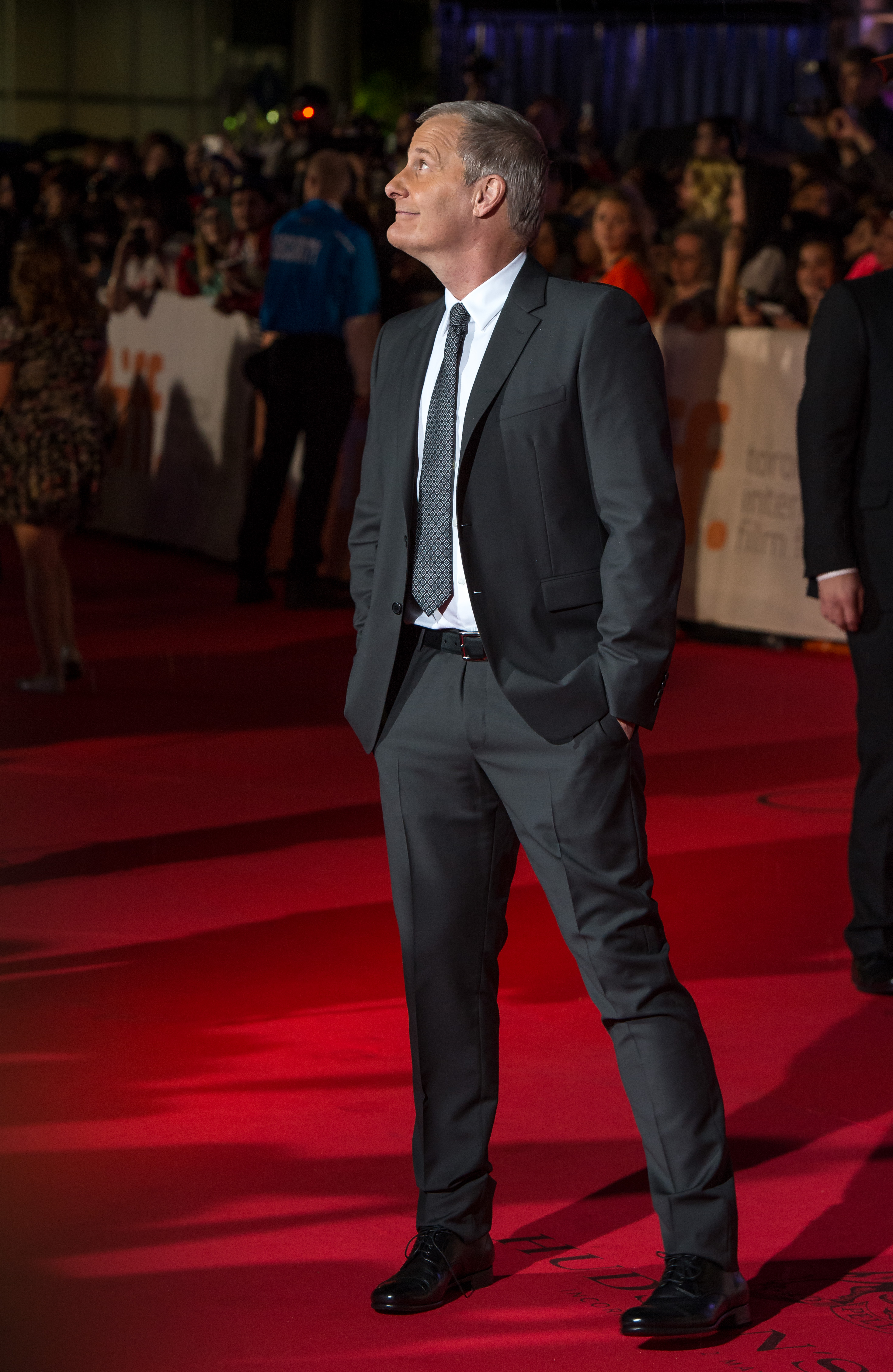
L'actor al TIFF 2015, per l'estrena mundial de The Martian.

L'any 2012, interpreta el personatge fosc i enigmàtic de Jack Abe Mitchell a l'ambiciós film de ciència-ficció saludat per la critica Looper, amb Bruce Willis i Joseph Gordon-Levitt. De 2012 a 2014 té el paper de Will McAvoy, un periodista polític reputat per la seva llengua i el seu cinisme, a la sèrie The Newsroom produïda per Aaron Sorkin difosa a HBO als Estats Units. Rep un Premi Emmy i una nominació als Premis Globus d'Or en la categoria millor actor en una sèrie dramàtica.
Vint anys després de la seva primera obra, Jeff Daniels reprèn el seu paper del Molt idiota Harry Dunne amb Jim Carrey a Dumb and Dumber To, que surt l'any 2014, any d'aturada de The Newsroom, al cap de tres temporades.
Al final de l'any 2015, és al cartell de projectes molt esperats. En principi forma part del repartiment al voltant de la star Matt Damon a la superproducció de ciència-ficció The Martian, de Ridley Scott. A continuació Aaron Sorkin li fa de nou confiança confiant-li un dels papers principals del biopic Steve Jobs, posats en escena per Danny Boyle. Hi posa els seus trets a una figura real, John Sculley.
L'any 2016 és l'antagonista principal a Divergent 3. Hi encarna l'enigmàtic David, un home sense escrúpols que viu a l'exterior de la clausura de Xicago que dirigeix el Centre del bon ser genètic. En un principi, intenta persuadir l'heroïna que la seva causa és justa fins que aquesta última es torna contra ell. Es veu doncs obligat a fer de tot per detenir-la.

### Vida privada
Està casat amb Kathleen Rosemary Treado, des de 1979. Tenen tres fills: Benjamin (1984), Lucas (1987), i Nellie (1990).

## Teatre
- 2009: El Déu del carnage de Yasmina Reza

## Filmografia

### Com a actor

#### Cinema
- 1981: Ragtime de Miloš Forman: Pàg. C. O'Donnell
- 1983: La força de la tendresa (Terms of Endearment): Flap Horton
- 1985: La rosa porpra del Caire (The Purple Rosa of Cairo) de Woody Allen: Tom Baxter / Gil Shepherd
- 1985: Marie: Eddie Sisk
- 1986: Heartburn: Richard
- 1986: Something Wild: Charles Driggs
- 1987: Dies de ràdio de Woody Allen: Biff Baxter
- 1988: The House on Carroll Street: Cochran
- 1988: Sweet Hearts Dance: Sam Manners
- 1989: Checking Out: Ray Macklin
- 1990: Aracnofòbia (Arachnophobia): Dr. Ross Jennings
- 1990: Welcome Home, Roxy Carmichael de Jim Abrahams: Denton Webb
- 1991: Love Hurts: Paul Weaver
- 1991: The Butcher's Wife: Dr. Alex Tremor
- 1992: Rain Without Thunder: Jonathan Garson
- 1992: There Goes the Neighborhood: Willis Embry
- 1992: Timescape: Ben Wilson
- 1993: Gettysburg: coronel Joshua Lawrence Chamberlain
- 1994: Speed: inspector Harold « Harry » Temple
- 1994: Dos ximples molt ximples (Dumb and Dumber): Harry Dunne
- 1996: Fly Away Home: Thomas « Tom » Alden
- 1996: 2 Days in the Valley: Alvin Strayer
- 1996: 101 Dalmatians: Roger
- 1997: Trial and Error: Charles « Charlie » Tuttle
- 1998: Pleasantville de Gary Ross: M. Johnson
- 1999: My Favorite Martian: Tim O'Hara
- 1999: It's the Rage de James D. Stern i Keith Reddin: Warren
- 2000: Chasing Sleep: Ed Saxon
- 2001: Escanaba in da Moonlight: Rueben Soady
- 2002: Súper Sucker: Fred Barlow
- 2002: Deute de sang (Blood Work) de Clint Eastwood: Jasper « Buddy » Noone
- 2002: Les hores (The Hours): Louis Waters
- 2003: Gods and Generals: tinent-coronel Joshua Lawrence Chamberlain
- 2003: I Witness: James Rhodes
- 2004: Herois imaginaris (Imaginary Heroes): Ben Travis
- 2005: Una història de Brooklyn: Bernard Berkman
- 2005: El meu millor amic (Because of Winn-Dixie): el sacerdot
- 2005: Bona nit i bona sort (Good Night and Good Luck): Sig Mickelson
- 2006: Runaway Vacation: Travis Gornicke
- 2007: Mama's Boy de Tim Hamilton
- 2007: The Lookout: Lewis Canfield
- 2008: Traïció: Carter
- 2009: Away We Go: Jerry Farlander
- 2009: L'ombra del poder (State of Play): George Fergus, cap de la majoria
- 2009: The Answer Man: Arlen Faber
- 2010: Howl: David Kirk
- 2012: Looper de Rian Johnson: Jack Abe Mitchell
- 2014: Dumb and Dumber To de Peter i Bobby Farrelly: Harry Dunne
- 2015: The Martian de Ridley Scott: Teddy Sanders
- 2016: Steve Jobs de Danny Boyle: John Sculley
- 2016: Divergent 3 de Robert Schwentke: David
- 2018: The Catcher Was a Spy de Ben Lewin: William J. Donovan

#### Televisió
- 1980: A Rumor of War) (TV): Chaplain
- 1982: Fifth of July (TV): Jed Jenkins
- 1983: Any Invasió of Privacy (TV): Francis Ryan
- 1988: Tanner '88 (fulletó TV): State Park Ordenar (episodi "The Girlfriend Factor")
- 1988: The Caine Mutiny Curt-Marcial (TV): Tinent Steve Maryk
- 1989: No Place Like Home (TV)
- 1992: Teamster Boss: The Jackie Presser Story (TV): Tom Noonan
- 1995: Redwood Curtain (TV): Lyman Fellers
- 2000: The Crossing (TV): General George Washington
- 2000: Cheaters (TV): Dr. Gerard Plecki
- 2005: La noia de l'adeu (The Goodbye Girl)
- 2004: The Five People You Meet in Heaven (TV): Blue Man
- 2008: Sweet Nothing in My Ear: Dan Miller
- 2012: The Newsroom (TV): Will McAvoy
- 2017: Godless (mini sèrie): Frank Griffin
- 2018: The Looming Tower (mini sèrie): John Pàg. O'Neill
- 2021: 9/11: Inside the President's War Room (narrador)

### Com a director
- 2001: Escanaba in da Moonlight
- 2002: Super Sucker

### Com a guionista
- 2002: Super Sucker

## Premis i nominacions

### Premis
- 1991: Saturn Award al millor actor per a Aracnofòbia[4]
- 2013: Primetime Emmy al millor actor en sèrie dramàtica per a The Newsroom

### Nominacions
- 1986: Globus d'Or al millor actor musical o còmic per a La rosa porpra del Caire
- 1987: Globus d'Or al millor actor musical o còmic per a Alguna cosa salvatge
- 2003: Premi Screen Actors Guild a la millor distribució per a Les hores
- 2006: Globus d'Or al millor actor musical o còmic per Una història de Brooklyn
- 2006: Premi Screen Actors Guild a la millor distribució per a Bona nit i bona sort
- 2013: Premi Screen Actors Guild al millor actor en una sèrie de televisió dramàtica per a The Newsroom
- 2013: Globus d'Or al millor actor en una sèrie de televisió dramàtica per a The Newsroom
- 2014: Premi Screen Actors Guild al millor actor a una sèrie de televisió dramàtica per a The Newsroom
- 2014: Primetime Emmy al millor actor en sèrie dramàtica per a The Newsroom[4][5]
- 2015: Primetime Emmy al millor actor en sèrie dramàtica per a The Newsroom[4]